# Радостева, Нина Николаевна
Нина Николаевна Радостева (род. 14 января 1968, Дрезды, Григорьевское сельское поселение) — советская и российская самбистка, чемпионка и призёр чемпионатов России по самбо, 3-кратная чемпионка Европы, Заслуженный мастер спорта России по самбо (1995). Детство и школьные годы провела в городе Кудымкар, где окончила среднюю школу № 1. В 1985 году, после окончания школы поступила в медицинское училище. В 1987 году увлеклась самбо. Выступала в наилегчайшей весовой категории (до 44 кг). В 1991 году завоевала бронзу на чемпионате СССР и тем самым выполнила норматив мастера спорта СССР. Тогда же стала заниматься тренерской деятельностью. В 1993 году стала мастером спорта России международного класса. Живёт и работает в Кудымкаре. Среди её воспитанниц — Наталья Кривощёкова и Светлана Аверушкина.

## Спортивные результаты
- Чемпионат СССР по самбо среди женщин 1991 года — ;